# Копани (Крым)
Копани́ (укр. Копані, крымскотат. Qopan, Къопан) — село в Джанкойском районе Республики Крым, входит в состав Ермаковского сельского поселения (согласно административно-территориальному делению Украины — Ермаковского сельского совета Автономной Республики Крым).

## Население
| 2001 | 2014 |
| ---- | ---- |
| 75   | ↘71  |

Всеукраинская перепись 2001 года показала следующее распределение по носителям языка
| Язык             | Процент |
| ---------------- | ------- |
| русский          | 49.33   |
| крымскотатарский | 37.33   |
| украинский       | 13.33   |

### Динамика численности
| - 1805 год — 55 чел. - 1864 год — 3 чел. - 1889 год — 34 чел. - 1892 год — 77 чел. - 1900 год — 109 чел. - 1911 год — 73 чел. - 1915 год — 101/31 чел. | - 1926 год — 102 чел. - 1939 год — 181 чел. - 1989 год — 308 чел. - 2001 год — 75 чел. - 2009 год — 61 чел. - 2014 год — 71 чел. |

## Современное состояние
На 2017 год в Копанях числится 1 улица — Центральная; на 2009 год, по данным сельсовета, село занимало площадь 47,2 гектара на которой, в 26 дворах, проживал 61 человек.

## География
Копани — село на севере района, в степном Крыму, на берегу одного из заливов Сиваша, высота центра села над уровнем моря — 2 м. Соседние сёла: Ермаково в 1 км на восток и Столбовое в 1,5 км на юг. Расстояние до райцентра — около 23 километров (по шоссе), ближайшая железнодорожная станция — Платформа 1361 километр — примерно в 2 километрах. Транспортное сообщение осуществляется по региональной автодороге 35Н-135 Ермаково — Копани (по украинской классификации — С-0-10411).

## История
Первое документальное упоминание села встречается в Камеральном Описании Крыма… 1784 года, судя по которому, в последний период Крымского ханства Кобан Кытай входил в Дип Чонгарский кадылык Карасубазарского каймаканства. После присоединения Крыма к России (8) 19 апреля 1783 года, (8) 19 февраля 1784 года, именным указом Екатерины II сенату, на территории бывшего Крымского Ханства была образована Таврическая область и деревня была приписана к Перекопскому уезду. После Павловских реформ, с 1796 по 1802 год, входила в Перекопский уезд Новороссийской губернии. По новому административному делению, после создания 8 (20) октября 1802 года Таврической губернии, Копань была включена в состав Биюк-Тузакчинской волости Перекопского уезда.
По Ведомости о всех селениях в Перекопском уезде состоящих с показанием в которой волости сколько числом дворов и душ… от 21 октября 1805 года, в деревне Копань числилось 6 дворов, 53 крымских татарина и 2 ясыров. На военно-топографической карте генерал-майора Мухина 1817 года обозначена деревня Копанка с 10 дворами. После реформы волостного деления 1829 года Копан, согласно «Ведомости о казённых волостях Таврической губернии 1829 года», остался в составе Тузакчинской волости. На карте 1836 года в деревне 7 дворов, а на карте 1842 года Копань обозначен условным знаком «малая деревня», то есть, менее 5 дворов.
В 1860-х годах, после земской реформы Александра II, деревню включили в состав Бурлак-Таминской волости. Согласно «Списку населённых мест Таврической губернии по сведениям 1864 года», составленному по результатам VIII ревизии 1864 года, Копан — владельческая татарская деревня, с 1 двором и 3 жителями при колодцах. По обследованиям профессора А. Н. Козловского начала 1860-х годов, в селении «… нет другой воды кроме копаней глубиною 5—6 саженей (10—12 м). Вода в них не постоянна, притом половина копаней с пресною, а половина с солёною водою» (копань — выкопанная на месте с близким залеганием грунтовых вод яма). Согласно «Памятной книжке Таврической губернии за 1867 год», деревня Копань была покинута жителями в 1860—1864 годах, в результате эмиграции крымских татар, особенно массовой после Крымской войны 1853—1856 годов, в Турцию и оставалась в развалинах, но на трёхверстовой карте Шуберта 1865—1876 года в деревне Копань отмечены 7 дворов. Согласно энциклопедическому словарю «Немцы России», в 1888 году немцами, выходцами из бердянских колоний, на 1100 десятинах земли, было основано лютеранское поселение Копань, или Берберовка. В «Памятной книге Таврической губернии 1889 года» по результатам Х ревизии 1887 года записана Капан, уже Байгончекской волости, с 5 дворами и 34 жителями.
После земской реформы 1890 года Копань отнесли к Богемской волости.
Согласно «…Памятной книжке Таврической губернии на 1892 год», в деревне, составлявшей Копаньское сельское общество, было 77 жителей в 11 домохозяйствах. По «…Памятной книжке Таврической губернии на 1900 год» в Копани числилось 109 жителей в 12 дворах, в 1911 году, согласно словарю «Немцы России», в деревне числилось 73 жителя. По Статистическому справочнику Таврической губернии. Ч.II-я. Статистический очерк, выпуск пятый Перекопский уезд, 1915 год, в деревне Копань Богемской волости Перекопского уезда числилось 15 дворов (все дворы с землёй) с немецким населением в количестве 101 человека приписных жителей и 31 — «посторонних», из которых 64 мужчины и 68 женщин. Жители владели 1087 десятинами удобной земли. В хозяйствах имелось 120 лошадей, 75 коров и 75 голов мелкого скота.
После установления в Крыму Советской власти, по постановлению Крымревкома от 8 января 1921 года № 206 «Об изменении административных границ» была упразднена волостная система и в составе Джанкойского уезда был создан Джанкойский район. В 1922 году уезды преобразовали в округа. 11 октября 1923 года, согласно постановлению ВЦИК, в административное деление Крымской АССР были внесены изменения, в результате которых округа были ликвидированы, основной административной единицей стал Джанкойский район и село включили в его состав. Согласно Списку населённых пунктов Крымской АССР по Всесоюзной переписи 17 декабря 1926 года, в селе Копань, Таганашского сельсовета Джанкойского района, числилось 24 двора, все крестьянские, население составляло 102 человека. В национальном отношении учтено: 101 немец и 1 украинец. В селе действовали колхозы «Копань» и имени Энгельса. По данным всесоюзной переписи населения 1939 года в селе проживал 181 человек. На подробной карте РККА северного Крыма 1941 года в Копани отмечено 27 дворов. Вскоре после начала Великой Отечественной войны, 18 августа 1941 года крымские немцы были выселены, сначала в Ставропольский край, а затем в Сибирь и северный Казахстан.
После освобождения Крыма от фашистов в апреле, 12 августа 1944 года было принято постановление № ГОКО-6372с «О переселении колхозников в районы Крыма» и в сентябре 1944 года в район приехали первые новоселы (27 семей) из Каменец-Подольской и Киевской областей, а в начале 1950-х годов последовала вторая волна переселенцев из различных областей Украины. За селом так и закрепился русифицированный вариант тюркского ойконима Къопан — Копани — одно из немногих крымских сёл, сохранивших древнее название. С 25 июня 1946 года Копани в составе Крымской области РСФСР, а 26 апреля 1954 года Крымская область была передана из состава РСФСР в состав УССР. Время включения в Медведевский сельсовет пока не установлено: на 15 июня 1960 года село уже числилось в его составе. 1 апреля 1977 года создан Ермаковский сельсовет в который включили Копани. По данным переписи 1989 года в селе проживало 308 человек. С 12 февраля 1991 года село в восстановленной Крымской АССР, 26 февраля 1992 года переименованной в Автономную Республику Крым. С 21 марта 2014 года в составе Крыма аннексировано Россией.